# Giro di Romagna 1960
Il Giro di Romagna 1960, trentaseiesima edizione della corsa, si svolse il 17 aprile 1960 su un percorso di 275 km. La vittoria fu appannaggio dell'italiano Giorgio Tinazzi, che completò il percorso in 7h34'00", precedendo lo spagnolo Miguel Poblet e il connazionale  Rino Benedetti.

## Ordine d'arrivo (Top 10)
| Pos. | Corridore        | Squadra       | Tempo    |
| ---- | ---------------- | ------------- | -------- |
| 1    | Giorgio Tinazzi  | Ignis         | 7h34'00" |
| 2    | Miguel Poblet    | Ignis         | s.t.     |
| 3    | Rino Benedetti   | Ghigi         | s.t.     |
| 4    | Alfredo Bonariva | EMI           | s.t.     |
| 5    | Vito Favero      | Atala-Pirelli | s.t.     |
| 6    | Bruno Monti      | Atala-Pirelli | s.t.     |
| 7    | Emile Daems      | Philco        | s.t.     |
| 8    | Arrigo Padovan   | Gazzola       | s.t.     |
| 9    | Diego Ronchini   | Bianchi       | s.t.     |
| 10   | Gastone Nencini  | Carpano       | s.t.     |